# For I Love Eloy Fan's: The Mixtape
For I Love Eloy Fan's: The Mixtape es el Tercer Mixtape del joven cantante Eloy, este solo cuenta con 7 canciones.

## Canciones
1. Se Le Ve (Old School Version)
2. Conozcan Mi Nave Ft The Play & Fresh (Oficial Remix)
3. Roce Ft ADN Records (Oficial Remix)
4. Calor Sudor
5. Chica Plástica Ft Gol2 Flow
6. Si Tu Te Entregas Ft JC & Master Z
7. Se Va Guilla Ft Yomo (From Live San Lorenzo)
8. Fango Ft Los Percha

- Datos: Q5863722